# Suchodół Włościański
Suchodół Włościański – wieś w Polsce położona w województwie mazowieckim, w powiecie sokołowskim, w gminie Sabnie.
W skład sołectwa Suchodół wchodzą wsie Suchodół Włościański,  Suchodół Szlachecki i Klepki.
W latach 1975–1998 miejscowość administracyjnie należała do województwa siedleckiego.
Mieszkańcy wyznania rzymskokatolickiego należą parafii Trójcy Przenajświętszej w Grodzisku.

## Historia
Andrzeja i Doroty Kostkowie herbu Ślepowron byli rodzicami Wojciecha i Pawła, żyjących w 2. poł. XV w. Wojciech występował już w 1458 r. W 1466 r. bracia dokonali działu dóbr, na mocy którego Wojciech wziął Skibniew. Część Skibniewa, którą posiadał to późniejsze Kostki (czyli Kostkowie). Natomiast Pawłowi przypadł w udziale Suchodół. Po połowie bracia podzielili się wsią Kiełczów. Wojciech Kostka miał czterech synów: Krzysztofa - komornika sądu drohickiego w latach 1501-1522, Marka, Stanisława i Jana oraz co najmniej cztery córki: Annę żonę Jana Sasina z Krynicy, Ludmiłę żonę Augustyna Dobrogowskiego, Katarzynę żonę Pawła Węgrowskiego i Helenę żonę Stanisława Hornowskiego. Stanisław był żonaty z Małgorzatą córką Jakuba z Kałuszyna, której zapisał oprawę w 1504 r. w kwocie 14 kop groszy. W tym samym roku Helena Hornowska i Ludmiła Dobrogowska pozywały swych braci o części spadku po stryju Pawle Suchodolskim. Pochodzą od nich rodziny Kostków i Suchodolskich występujące w parafii Skibniew jeszcze w XVIII w. Bracia: Marek, Jan i Krzysztof poślubili trzy siostry córki Stanisława i Anny Kossowskich. 
Paweł Kostka brat Wojciecha w dziale wziął Suchodół i stąd pisał się Suchodolskim. Posiadał również część Kiełczowa oraz Skibniewa (Kostek). W latach 1476-1482 był poświadczony w źródłach jako wojski drohicki. Jego synem był Stanisław, który w 1474 zapisał się na studia w Akademii Krakowskiej razem ze swym bratem stryjecznym Jerzym -  synem Wojciecha ze Skibniewa. Zmarł młodo i Paweł Kostka, sporządzając w 1495 r. testament, zapisał swe dobra jednemu z bratanków – Krzysztofowi synowi Wojciecha. W testamencie tym legował również dwie rączki miodu daniny z Kiełczowa dla kościoła w Skibniewie. Testament Pawła Suchodolskiego jest najstarszym znanym tego typu dokumentem pochodzącym z Podlasia, dodatkowo zachowanym w oryginale. Paweł w chwili śmierci nie miał chyba żyjących potomków. Późniejsi Suchodolscy byli potomkami jego bratanka Stanisława. Dworzanin królewski Sebastian Suchodolski i jego synowie przenieśli się do parafii Prostyń gromadząc spore dobra we wsiach Kiełczew, Wólka (dziś Wólka Okrąglik), Treblina (Treblinka), Kutaski (Poniatowo) i innych.
W Suchodole mieszkali chłopi, z pochodzenia Rusini, wyznania unickiego. W przeciwieństwie do szlachty należącej do parafii w Skibniewie, chłopi mieli parafię unicką w Grodzisku. W XIX wieku byli prześladowani i zmuszani siłą do przechodzenia na prawosławie. 